# Norra Trollegrav
Norra Trollegrav este o arie protejată (arie specială de conservare — SAC, sit de importanță comunitară — SCI) din Suedia întinsă pe o suprafață de 197,7 ha, integral pe uscat.

## Localizare
Centrul sitului Norra Trollegrav este situat la coordonatele 61°38′21″N 13°44′08″E / 61.6392°N 13.7355°E.

## Înființare
Situl Norra Trollegrav a fost declarat sit de importanță comunitară în decembrie 1995 pentru a proteja un număr necunoscut de specii din flora spontană și fauna sălbatică aflate în arealul zonei. Situl a fost protejat și ca arie specială de conservare în martie 2011.

## Biodiversitate
Situată în ecoregiunea boreală, aria protejată conține 2 habitate naturale: Mlaștini turboase de tranziție și turbării mișcătoare, Taiga vestică.
La baza desemnării sitului se află un număr nedeclarat de specii protejate.